# Zhou Tai
Zhou Tai (chinesisch 周泰, Pinyin Zhōu Tài; † 228), Großjährigkeitsname Youping 幼平,  Yòupíng, war ein General der Wu-Dynastie zur Zeit der drei Reiche im alten China.
Er war ein hochgewachsener, kräftiger Mann von wenigen Worten, der angeblich in keiner Schlacht die Ruhe verlor.
Er diente anfangs mit seinem Kameraden Jiang Qin (aus Piratentagen) als Leibwächter Sun Ces und wurde später zum Truppführer erhoben. Er rettete später auch oftmals Sun Quan das Leben. Von einem Angriff der Shanyue-Rebellen auf den damals jungen Sun Quan (Sun Ce war zu einem Feldzug ausgezogen) trug er lebenslange Narben davon. Später bewahrte er Sun Quan vor einem Hinterhalt des Wei-Generals Zhang Liao in Hefei. Von da an ließ Sun Quan Zhou Tai in der Schlacht nicht mehr von seiner Seite weichen.
Als Sun Quan ihn zum Kommandanten von Ruxu ernannte, waren viele Generäle unzufrieden und verwiesen auf Zhou Tais gewöhnliche Herkunft. Sun Quan reiste darum persönlich nach Ruxu und fragte Zhou Tai dort auf einem Fest nach den Geschichten hinter seinen zahlreichen Narben. Zhou Tai berichtete so seine Schlachterinnerungen, wodurch er sich den Respekt der anderen Offiziere erwarb, die sein Kommando annahmen.
Zhou Tai war ursprünglich ein Pirat, der Sun Jian zur Zeit der Östlichen Han-Dynastie bekämpft hatte. Er war damals mit dem Piraten Gan Ning befreundet. Nachdem Gan Ning in der Schlacht von Yiling von Shamoke (auch Sha Moke), einem Shu-General, erschossen wurde, nahm Zhou Tai für ihn Rache und erschlug Shamoke.